# 钱志道
钱志道（1910年11月3日—1989年9月28日），男，浙江绍兴人，中国化学工程学家，教育家，中国科学院学部委员。

## 生平
1931年考入浙江大学化学系，1935年毕业。1937年至1938年先后在南京应用化学研究所和太原理化研究所，研究毒气和防毒面具。1939年任中央军委军工局厂三厂（茶坊工艺实习）厂长兼工程主任，军工局一厂（紫芳沟化学厂）化学总工程师，在极为艰苦的条件下建立起基本化工和无烟火药的生产工厂，两度当选为陕甘宁边区特等劳动英雄，毛泽东主席亲笔题词：“热心创造”。
抗战胜利后赴东北。1945年至1946年主持领导并参与编写生产技术总结《火炸药与手榴弹》。1946年任东北军区军工部第三办事处（鸡西）总工程师，东北军区军工部直属一厂厂长兼政委。1949年任东北军区军工部总工程师兼技术处处长。1950年任东北人民政府工业部军工局副局长。1951年任中央人民政府重工业部兵工总局副局长。1953年任中央人民政府第二机械工业部技术司司长。1955年任第二机械工业部部长助理，国务院科学规划委员会机械组副组长，航空组副组长，国防组成员。第一机械工业部部长助理兼第一局（导弹局）局长。
1963年5月任中国科学院技术科学学部副主任，从事科研组织管理工作。1965年任中国科学技术大学副校长。1977年任中国科学技术大学研究生院副院长。1981年任中国科学院顾问，1989年离休。

## 社会兼职
中国兵工学会第一届理事，中国兵工学会第二届名誉理事，中国军事工业史资料征集领导小组顾问，中国兵工史征集委员会顾问，中国兵工学会顾问。

## 荣誉
1955年选聘为中国科学院技术科学学部委员、化学学部委员。